# Europäisches Institut für Telekommunikationsnormen

Logo

Das Europäische Institut für Telekommunikationsnormen (ETSI; englisch European Telecommunications Standards Institute) ist eine der drei großen Normungsorganisationen in Europa mit Sitz in Sophia Antipolis (Frankreich). ETSI ist eine gemeinnützige Organisation, die von der Europäischen Union als Europäische Organisation für Normung anerkannt ist und das Ziel verfolgt, weltweit anwendbare Standards für die Informations- und Kommunikationstechnologien zu schaffen.

## Geschichte
Gegründet wurde das Institut 1988 auf Initiative der Europäischen Kommission und hatte im Jahr 2012 insgesamt 700 Mitglieder aus über 60 Ländern, darunter Netzbetreiber, Diensteanbieter, Verwaltungen, Anwender und Hersteller. Es ist hervorgegangen aus der Conférence Européenne des Administrations des Postes et des Télécommunications (CEPT), in der sich die ehemaligen europäischen Telekommunikationsverwaltungen (zu Monopolzeiten, heute die nationalen Regulierungsbehörden) zusammengeschlossen hatten, um organisatorische und technische Fragen zu klären. Nach der Gründung der ETSI wurden die technischen Fragen zu ihr transferiert, CEPT beschäftigt sich heute nur noch mit Fragen der Frequenzverwaltung und der Regulierung.
2005 betrug das Budget mehr als 20 Millionen Euro und setzte sich aus Mitgliedsbeiträgen, Erlösen aus kommerziellen Aktivitäten sowie aus Zuschüssen zusammen, von denen 10 % von der Europäischen Gemeinschaft stammen.
Im Jahr 2020 wurden 2,49 Mio. € in technische Projekte investiert. Das Budget im Jahr 2021 betrug 22 Mio. €, von denen 18,3 Mio. € aus Mitgliedsbeiträgen kamen.

## Aufgaben
ETSI ist zuständig für die europäische Normung im Bereich Telekommunikation. Zusammen mit dem Europäischen Komitee für elektrotechnische Normung (CENELEC) und Europäischen Komitee für Normung (CEN) bildet ETSI das europäische System für technische Normen. Entsprechend seiner Mitgliederstruktur ist die Arbeitsweise des Instituts nachfrageorientiert, d. h., es erarbeitet Standards und Normen entsprechend den Bedürfnissen seiner Mitglieder – im Unterschied zu seiner als Behörde organisierten Vorgängerorganisation, die Vorschriften aufstellte, an die sich die betroffenen Unternehmen zu halten hatten. Ein sogenanntes „Work Item“ für die Erstellung eines neuen Standards muss von mindestens vier Mitgliedern beantragt werden. 
Wichtige Standards, die vom ETSI geschaffen wurden, beziehungsweise an denen sie im ITU-Rahmen mitgearbeitet hat, sind zum Beispiel DSS1, GSM, UMTS, DECT, SDR und GMR (Satellitentelefonie), TETRA und Next Generation Network (NGN). Ebenso an 5G und ITS (automotive intelligent transport systems).
Für die Standardisierung von UMTS und die Weiterentwicklung von GSM hat sich ETSI mit fünf anderen Standardisierungsgremien zum weltweiten 3rd Generation Partnership Project (3GPP) zusammengeschlossen.
Im technischen Komitee „Lawful Interception“ arbeitet ETSI an technischen Standards, die entsprechend der Rechtslage der europäischen Staaten Strafverfolgungsbehörden und Geheimdiensten den Zugriff auf die Telekommunikation von Bürgern mit einheitlichen herstellerunabhängigen Schnittstellen ermöglichen sollen. Der Rückgriff auf amerikanische Techniken soll mit eigenen europäischen Verfahren unnötig gemacht werden. Kritiker wie Constanze Kurz bemängeln, dass durch diese Überwachungsschnittstellen Unsicherheiten in Computersysteme eingebaut werden, die schon mehrmals für Wirtschaftsspionage ausgenutzt worden seien und die Grundrechte und Bürgerrechte gefährden könnten. Infolge seines Versuchs, in die neue Version 1.3 des Transportverschlüsselungsstandards TLS eine Hintertür einzubauen, erhielt das Technical Committee CYBER des ETSI 2019 den Negativpreis BigBrotherAward:

„für seine Bemühung, das „Enterprise Transport Security“-Protokoll (ETS) als Teil des neuen technischen Standards für die Verschlüsselung im Internet festzulegen und damit abgesicherte Verbindungen mit einer Sollbruchstelle auszustatten“